# Pseudoperíptero

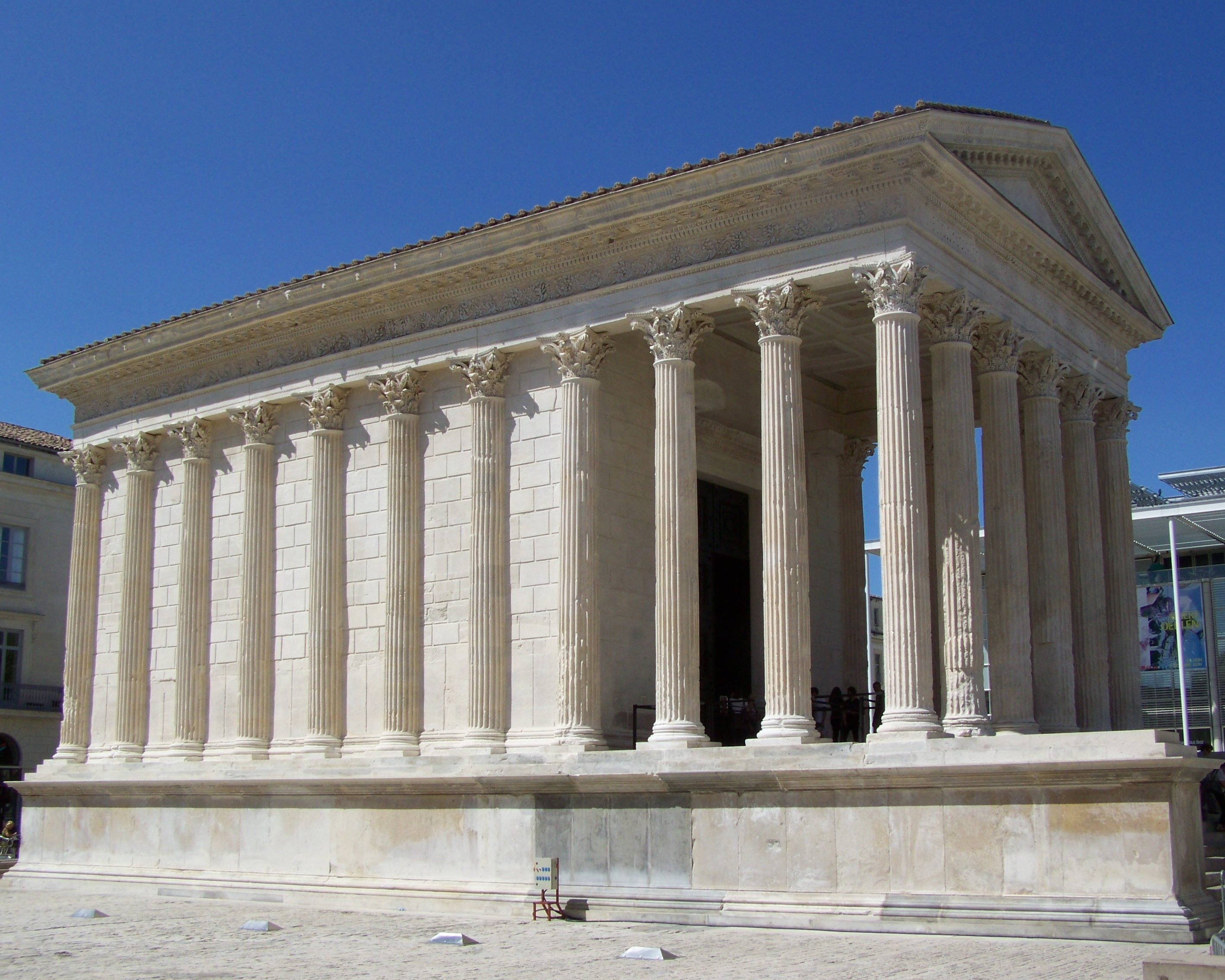
La Maison Carrée en Nimes, un templo romano hexástilo pseudoperíptero.

En arquitectura, un edificio pseudoperíptero tiene columnas en el pórtico delantero, pero sus columnas laterales están encastradas o adosadas en las fachadas laterales del edificio. Los antiguos romanos prefirieron los edificios pseudoperípteros, con un pórtico en la parte delantera, con columnas encastradas a lo largo de los lados y muros en traseros en la cella.
Un edificio pseudoperíptero con un pórtico en cada extremo es llamado anfipróstilo. Véase el Templo de Venus y Roma.
Los edificios pseudoperípteros parecen similares a los edificios perípteros con columnas exentas alrededor de la cella como un peristilo. El templo de Zeus Olímpico en Agrigento es un famoso ejemplo griego de este estilo, que llegó a ser más común en la Roma Antigua.